# Felons and Revolutionaries
Felons and Revolutionaries er det første album af industrial metal-bandet Dope der blev udgivet d. 21. september 1999 gennem Epic Records. Det blev genudgivet d. 18. juli 2000 med bonusnummeret "You Spin Me 'Round (Like a Record)" (bandets nummer fra American Psycho soundtracket)

## Numre
1. "Pig Society" – 3:13
2. "Debonaire" – 2:33
3. "Everything Sucks" – 3:01
4. "Sick" – 3:11
5. "Kimberly's Ghost" – 3:18
6. "Spine for You" – 4:39
7. "One Fix" – 3:41
8. "Fuck tha Police" – 4:04
9. "Intervention" – 2:45
10. "America the Pitiful" – 2:42
11. "Shit Life" – 4:13
12. "Wake Up" – 3:20
13. "I Am Nothing" – 4:12
14. "You Spin Me 'Round (Like a Record)" – 2:48 (bonusnummer)

Alle sangene blev skrevet af Edsel Dope med undtagelse af "Fuck tha Police" (af Dr. Dre, MC Ren, og Ice Cube), "You Spin Me 'Round (Like a Record)" a Dead or Alive og "Sick" af Simon and Edsel Dope.

## Musikere
- Edsel Dope – Vokal, rytmeguitar, programmering' vocals, rhythm guitars, programming
- Simon Dope – Keyboard
- Tripp Eisen – Lead guitar
- Preston Nash – Trommer
- Acey Slade – Bas

## Placering på hitlister

### Album
| År   | Album                      | Hitliste    | Placering |
| ---- | -------------------------- | ----------- | --------- |
| 1999 | Felons and Revolutionaries | Heatseekers | No. 25    |

### Singler
| År   | Single                               | Hitliste               | Placering |
| ---- | ------------------------------------ | ---------------------- | --------- |
| 2000 | "You Spin Me 'Round (Like a Record)" | Mainstream Rock Tracks | No. 37    |